# Экономика Ганы
Гана — аграрная страна. Основа экономики — сельское хозяйство и горнодобывающая промышленность.

## Сельское хозяйство
В сельском хозяйстве занято около 44 % трудоспособного населения (2013), оно даёт около 20 % ВВП. Главной сельскохозяйственной культурой являются какао-бобы, по сбору которых (736 тыс. т, 2005 год) страна занимает 2 место в мире после Кот’д-Ивуара. Площадь посадок какао-бобов занимает более половины обрабатываемых земель страны. Выращиваются также ямс (3,9 млн т), маниок (9,7 млн т), кукуруза (1,1 млн т), рис (241,8 тыс. т), томаты (200 тыс. т) и апельсины (300 тыс. т). Развито лесное хозяйство, экспортируются ценные породы древесины — вава, махагони, одум, сапеле и утиле. Ежегодно вылавливается примерно 450 тыс. т рыбы.

## Промышленность
В промышленности занято 14,4 % трудоспособного населения, оно даёт 27,7 % ВВП. Главной отраслью промышленности является горнодобывающая промышленность, которая даёт половину валютных поступлений страны. Добываются золото, марганец (8 место в мире), алмазы, серебро.
В 2010 году по сравнению с 2009 годом добыча золота в Гане, являющийся вторым (после ЮАР) по величине добытчиком золота в Африке выросла на 1,4 %, до 2,97 млн унций. Выручка от продаж драгоценных металлов за год увеличилась на 27,5 %, до $3,62 млрд. Золото обеспечивает львиную долю экспортного дохода Ганы. В 2010 году на золото пришлось 48 % всего экспорта в денежном выражении.
В 2010 году добыча алмазов снизилась на 13 %, до 308 679 карат, в то время как выручка от продажи алмазов увеличилась на 59,2 %, до $11,13 млн.
Обрабатывающая промышленность представлена в основном лёгкой и пищевой промышленностью — производятся кокосовое, пальмовое и арахисовое масла, консервы, соки, действуют заводы деревообрабатывающей, обувной, текстильной, табачной, химической и стекольной промышленности.
Имеется крупная ГЭС в Акосомбо (1020 МВт), крупнейшим потребителем (до 80 %) электроэнергии которой является американская алюминиевая компания VALCO.
В 2007 году в прибрежной полосе были обнаружены довольно значительные запасы нефти (около 3 миллиардов баррелей). Начало добычи планировалось на 2010 год.
В Гане нет ни одного крупного нефтеперерабатывающего завода (последний был закрыт в 2021 году), вследствие чего страна вынуждена импортировать практически все продукты нефтепереработки.
В 2024 году на юго-западе страны в районе Джоморо консорциум TCP-UIC, включающий компании из Ганы, Индии и КНР, планирует начать строительство крупнейшего в Африке нефтеперерабатывающего комплекса Petroleum Hub стоимостью $60 млрд. Комплекс будет включать три нефтеперерабатывающих завода, пять нефтехимических заводов и нефтехранилище на 10 млн метрических тонн. Проектная мощность производства - переработка 900 тыс. баррелей нефти в сутки. Планируется также создание завода по сжижению газа. Будет построен порт, способный принимать все виды современных нефтяных танкеров. Полностью все три очереди комплекса должны быть возведены к 2036 году .

## Энергетика
Суммарные запасы энергоносителей оцениваются в размере 0,141 млрд тут (в угольном эквиваленте). На конец 2019 года электроэнергетика страны в соответствии с данными EES EAEC характеризуется следующими показателями: 
- Установленная мощность — нетто электростанций — 5382 МВт, в том числе: 
  - тепловые электростанции, сжигающие органическое топливо (ТЭС) — 69,8 % ,
  - возобновляемые источники энергии (ВИЭ) — 30,1 %.
- Производство электроэнергии-брутто — 18 368 млн. кВт∙ч, в том числе: 
  - ТЭС — 60,2 % ,
  - ВИЭ — 39,8 %.
- Конечное потребление электроэнергии — 15 232 млн. кВт∙ч, из которого: 
  - промышленность — 34,5 %,
  - транспорт — 0,1 %,
  - бытовые потребители — 45,7 %,
  - коммерческий сектор и предприятия общего пользования — 19,6 %,
  - сельское, лесное хозяйство и рыболовство — 0,1 %.

Показатели энергетической эффективности за 2019 год: душевое потребление валового внутреннего продукта по паритету покупательной способности (в номинальных ценах) — 5822 долларов, душевое (валовое) потребление электроэнергии — 505 кВт∙ч, душевое потребление электроэнергии населением — 231 кВт∙ч. Число часов использования установленной мощности-нетто электростанций — 3380 часов.

## Транспорт
Аэропорты
- всего — 10 (2013)[1], в том числе:
  - с твёрдым покрытием — 7
  - без твёрдого покрытия — 3

Автомобильные дороги
- всего — 109,5 тыс. км (2009)[1], в том числе:
  - с твёрдым покрытием — 13,78 тыс. км
  - без твёрдого покрытия — 95,72 тыс. км

Железные дороги
- всего — 947 км (2014)[1]

Водный транспорт
- всего — 4 судна (более 1000 грт) водоизмещением 5,032 грт/7,282 дедвейт

## Торговля
- Экспорт: $10,7 млрд (2015)[1]
- Статьи экспорта: золото, какао, серебро, алюминий, алмазы, лесоматериалы, марганцевая руда
- Партнёры по экспорту: Китай 10,7 %, Франция 9 %, Нидерланды 7,3 %, Индия 7,3 %, ЮАР 6,6 %, Италия 6,5 % (2014)
- Импорт: $13,4 млрд (2015)[1]
- Статьи импорта: машины, топливо, продовольствие
- Партнёры по импорту: Китай 25,5 %, Нигерия 13,1 %, Нидерланды 8,2 %, Кот-д’Ивуар 7,2 %, США 6,9 %, Индия 4,1 % (2014)